# Стіг Тьофтінг
Стіг Тьофтінг (дан. Stig Tøfting, нар. 14 серпня 1969, Орхус, Данія) — данський футболіст, що грав на позиції півзахисника.
Виступав за національну збірну Данії.

## Клубна кар'єра
Вихованець футбольної школи клубу «Орхус». Дорослу футбольну кар'єру розпочав 1989 року в основній команді того ж клубу, в якій провів чотири сезони, взявши участь у 95 матчах чемпіонату. Більшість часу, проведеного у складі «Орхуса», був основним гравцем команди.
Своєю грою за цю команду привернув увагу представників тренерського штабу клубу «Гамбург», до складу якого приєднався 1993 року. Відіграв за гамбурзький клуб наступні два сезони кар'єри.
Згодом з 1994 по 2000 рік грав у складі команд клубів «Оденсе», «Орхус», «Оденсе» та «Дуйсбург».
2000 року повернувся до клубу «Гамбург». Цього разу провів у складі його команди два сезони. Граючи у складі «Гамбурга» також здебільшого виходив на поле в основному складі команди.
Протягом 2002—2005 років захищав кольори клубів «Болтон Вондерерз», «Тяньцзінь Теда», «Орхус» та «Геккен».
Завершив професійну ігрову кар'єру у клубі «Раннерс», за команду якого виступав протягом 2006—2007 років.

## Виступи за збірні
Протягом 1990—1992 років залучався до складу молодіжної збірної Данії. На молодіжному рівні зіграв у п'яти офіційних матчах.
1993 року дебютував в офіційних матчах у складі національної збірної Данії. Протягом кар'єри у національній команді, яка тривала 10 років, провів у формі головної команди країни 41 матч, забивши 2 голи.
У складі збірної був учасником чемпіонату Європи 1996 року в Англії, чемпіонату світу 1998 року у Франції, чемпіонату Європи 2000 року в Бельгії та Нідерландах, чемпіонату світу 2002 року в Японії та Південній Кореї.

## Титули і досягнення
- Володар Кубка Данії (2):

«Орхус»: 1991-92, 1995-96
- Чемпіон Данії (2):

«Раннерс»: 2005-06